# 大沢郵便局 (宮城県)
大沢郵便局（おおさわゆうびんきょく）は宮城県仙台市青葉区にある郵便局。民営化前の分類では集配特定郵便局であった。

## 概要
住所：〒989-3299 宮城県仙台市青葉区芋沢字赤坂24番地の7

## 沿革
- 1904年（明治37年）3月25日 - 大沢郵便局（三等）として開設[1]。
- 1956年（昭和31年）3月20日 - 電話交換事務の取扱を愛子郵便局に移管[2]。
- 1967年（昭和42年）10月16日 - 和文電報配達事務を愛子郵便局に移管。
- 1988年（昭和63年）3月31日 - 大倉郵便局の廃止に伴い、取扱業務を承継。
- 時期不明 - 〒989-320xの地域の集配業務を仙台北郵便局へ移管。
- 2007年（平成19年）3月5日 - 仙台中央郵便局配下の配達センター化。
- 2007年（平成19年）10月1日 - 民営化に伴い、併設された郵便事業新仙台支店大沢集配センターに一部業務を移管。
- 2012年（平成24年）10月1日 - 日本郵便株式会社発足に伴い、郵便事業新仙台支店大沢集配センターを大沢郵便局に統合。

## 取扱内容
- 郵便、印紙、ゆうパック、内容証明
- 貯金、為替、振替、振込、国際送金、国債
- 生命保険、バイク自賠責保険
- ゆうちょ銀行ATM
- 仙台市青葉区の一部地域（〒989-321x、8x～9x）の集配業務

## 周辺
- 仙台市立大沢中学校
- 仙台市立川前小学校

## アクセス
- 仙台市営バス 赤坂停留所下車徒歩約1分
- 東北自動車道 仙台宮城ICから北西へ約7.5km
- 駐車場あり：5台